# République (Kazakhstan)
Pour les articles homonymes, voir République (homonymie).
République (en kazakh : партиясы romanisé : Respublica) est un parti politique kazakh. Il est officiellement enregistré le 18 janvier 2023.

## Histoire
La création du parti est annoncée en août 2022. Le 18 janvier 2023, République reçoit les documents d'enregistrement.
Producteur agricole, le chef de la société Olzha Agro, Aidarbek Khodjanazarov, est devenu le président du parti. Les coprésidents sont les entrepreneurs Syrymbek Tau, Ruslan Berdenov, Maxim Baryshev, Dinara Shukizhanova, Kuanysh Shonbai, Beibit Alibekov et Nurlan Koyanbaev.
Le 25 janvier, la première branche régionale est ouverte dans l'oblys de Kostanaï. Le 27 janvier, les 20 divisions régionales du parti sont enregistrés.

## Idéologie
L'objectif du parti est de créer des leviers d'influence sur la politique du pays, afin que chaque citoyen du Kazakhstan se sente impliqué dans les changements politiques, sociaux et économiques.

## Réactions
Les politologues kazakhs Rakhim Oshakbaev et Gaziz Zhaparov évaluent positivement les chances du parti de gagner aux élections législatives kazakhes prévues pour le 19 mars 2023.

## Résultats électoraux

### Élections législatives
| Année | Voix    | %    | Rang | Sièges |
| ----- | ------- | ---- | ---- | ------ |
| 2023  | 547 154 | 8,59 | 3e   | 6 / 98 |